# Solanum verecundum
Solanum verecundum ist eine Pflanzenart aus der Familie der Nachtschattengewächse (Solanaceae). Sie wurde im Jahr 2000 erstbeschrieben und ist in Ecuador und Peru heimisch.

## Beschreibung
Solanum verecundum wächst als Strauch oder kleiner Baum der Wuchshöhen von 4 bis 14 Metern erreichen kann. Der Stamm ist dicht mit Trichomen besetzt. Die stern- bis schildförmigen Trichome werden 0,2 bis 0,3 Millimeter lang, stehen in zehn bis zwölf Reihen und sind bis zur Hälfte ihrer Gesamtlänge zusammengewachsen. Die jungen Triebe sind dicht mit sternförmigen Trichomen besetzt, welche denen des Stammes ähneln und sich blass goldbraun verfärben wenn sie austrocknen. Die Borke von älteren Stämmen ist aufgrund der Trichome rotgolden gefärbt.
Die sympodialen Einheiten beinhalten einige Laubblätter. Die einfachen Blätter werden zwischen 6 und 19 Zentimeter lang und zwischen 2 und 10 Zentimeter breit. Die haut- oder papierartige Blattspreite ist annähernd elliptisch bis elliptisch geformt. Ihre Basis ist wie die Spitze spitz zulaufend und ihre glatten Blattränder sind ganzrandig. Die Blattoberseite ist gleichmäßig mit einigen, sternförmigen bis zu 15-reihigen Trichomen besetzt, welche nur in ihrem unteren Teil miteinander verwachsen sind. Die Blattunterseite ist dicht mit sternförmigen, bis zu 16-reihigen Trichomen besetzt, welche bis zu 0,4 Millimeter dick werden können. Von der Blattachse gehen 12 bis 15 Paare primäre Blattadern ab, welche auf der Blattunterseite dicht behaart sind. Der 1 bis 4 Zentimeter lange Blattstiel ist dicht mit sich stern- bis schildförmigen Trichomen besetzt.
Die Blütenstände stehen endständig an den Stängeln. Sie werden 7 bis 10 Zentimeter lang und sind vielfach verzweigt. Jeder der Blütenstände besteht aus mehr als hundert Blüten. Der Blütenstand ist dicht mit stern- bis schildförmigen Trichomen behaart, welche denen des Stammes ähneln. Der zur Blütezeit nickende Blütenstiel wird 2 bis 5 Zentimeter lang und ist an der Basis 1 bis 1,5 Millimeter und an der Spitze etwa 1,5 Millimeter dick. Er ist dicht mit Trichomen besetzt und ist an der Basis gelenkartig gebogen. Die Blütenstiele werden 5 bis 6 Millimeter lang und stehen etwa 1 Millimeter auseinander.
Die fünfzähligen Blüten sind immer vollständig ausgebildet. Die becherförmige Kelchröhre ist zwischen 1 und 1,5 Millimeter lang und mit 1 bis 1,5 Millimeter langen, dreieckigen Lappen besetzt. Die dichte Behaarung auf der Unterseite des Kelches gleicht der des restlichen Blütenstandes, während die Kelchoberseite nur spärlich behaart ist. Die weiße Krone misst 1 bis 1,2 Zentimeter im Durchmesser, ist sternförmig bis zu drei Viertel des Weges zur Basis gelappt. Die zur Blüte zurückgebogenen Kronlappen werden 4 bis 5 Millimeter lang, 2 bis 2,5 Millimeter breit und ihre Ränder sowie die Spitzen sind dicht behaart. Die Oberseite der Kronlappen ist unbehaart, während die Unterseite dicht mit sternförmigen, etwa zehnreihigen Trichomen besetzt ist. Die unbehaarten Staubfäden sind zu einer Röhre verwachsen, und der frei stehende Teil ist etwa 1 Millimeter lang. Die gelben Staubbeutel sind bei einer Länge von 2,5 bis 3 Millimeter und einer Breite von etwa 1 Millimeter elliptisch geformt. Sie öffnen sich durch Poren an den Spitzen, welche sich mit zunehmendem Alter zu Schlitzen vergrößern. Der Fruchtknoten ist dicht mit verzweigten bis sternförmigen Trichomen behaart. Der Griffel ist 6 bis 6,5 Millimeter lang und dicht mit sternförmigen, vier- bis sechsreihigen Trichomen besetzt, welche etwa 0,2 Millimeter lang werden. Die kopfförmige Narbe ist fein papillös.
Als Früchte werden zur Reife hin hellorange gefärbte Beeren gebildet, welche bei einem Durchmesser von 0,5 bis 1 Zentimeter kugelig geformt sind. Das ungleichmäßig mit verzweigten Trichomen besetzte Perikarp wirkt schorfartig, ist dünn und nicht glänzend. Die Beeren stehen an einem verholzten, geraden Stiel der 0,9 bis 1 Zentimeter lang wird und an der Basis 1,5 bis 2 Millimeter dick ist. Jede der Beeren trägt mehr als hundert blass-goldbraune Samenkörner. Diese sind bei einer Länge von 1 bis 1,5 Millimeter und einer Breite von 1 bis 1,5 Millimeter flach-nierenförmig geformt und haben eine fein genarbte Oberfläche.

## Verbreitung und Lebensraum
Das natürliche Verbreitungsgebiet von Solanum verecundum erstreckt sich vom nördlichen Ecuador bis in die im südlichen Peru gelegene Region Cusco. Sie kommt dort an den Osthängen der Anden in Höhenlagen von 1200 bis 2000 Metern vor. Man findet sie vor allem in Bergwäldern, wo sie entlang von Wegen wächst.

## Systematik
Die Erstbeschreibung als Solanum verecundum erfolgte 2000 durch Michael Nee in Kurtziana Nummer 28 (1), Seite 137.